# Marshall (Minnesota)
Marshall is een plaats (city) in de Amerikaanse staat Minnesota, en valt bestuurlijk gezien onder Lyon County.

## Demografie
Bij de volkstelling in 2000 werd het aantal inwoners vastgesteld op 12.735.

## Geografie
Volgens het United States Census Bureau beslaat de plaats een oppervlakte van
21,5 km², geheel bestaande uit land.

## Plaatsen in de nabije omgeving
De onderstaande figuur toont nabijgelegen plaatsen in een straal van 20 km rond Marshall.

## Geboren
- Steve Zahn (1967), acteur en komiek